# Katolicismus

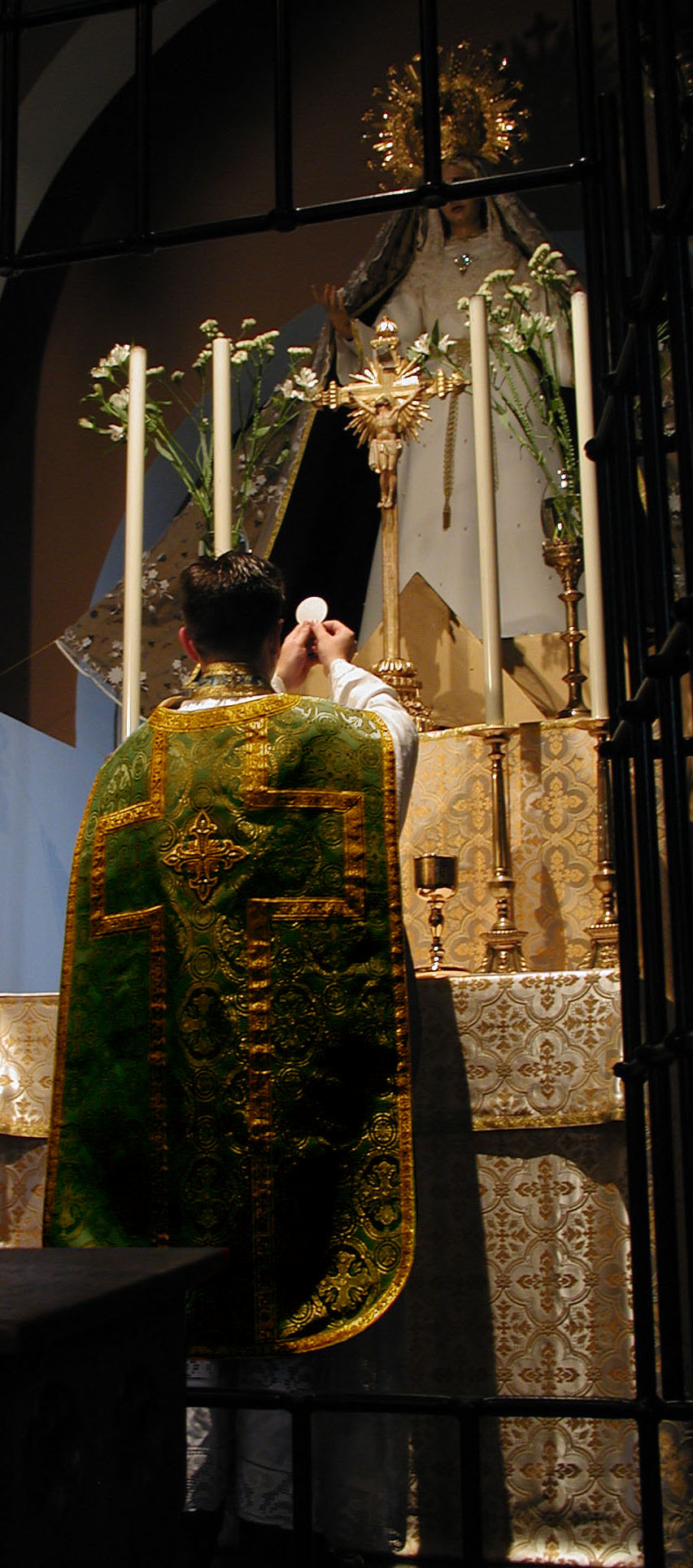
V katolicismu platí velký důraz na tradici, na obrázku kněz celebruje (tridentskou mši)

Katolicismus (z řeckého καθολικός katholikos obecný, univerzální < καθ῾ ὅλου kath holú dohromady, obecně) je široký pojem označující duchovní tradice, teologii, liturgii a etiku církví, zejména katolických. (To také znamená nutnost rozlišení pojmů katolicismus a katolicita. Zatímco první znamená pojetí církve vysvětlené v tomto článku, katolicita znamená všeobecné křesťanské učení, na němž se sjednocují všechny církevní denominace.)
Obvykle se vztahuje k západním i východním církvím (vizte článek katolická církev) ve společenství se Svatým stolcem nebo římskokatolickou církví. Pojem katolicismus reprezentuje určitou eklesiologickou i teologickou tradici, která však nutně nemusí být svázána se Svatým stolcem a římským papežem. V rámci starokatolictví totiž můžeme hovořit i o tzv. národních katolických církvích.
Společnými důrazy však jsou hierarchická struktura, důraz na tradici (učení apoštolů, církevních otců, papežů), eucharistii, mariánský kult (u římskokatolické církve), na západě od jisté doby i celibát kléru (není podmínka) a sociálně-politickým působením (charita, misie aj.).
Je třeba postřehnout rozdíl oproti termínu katolictví, který i pro křesťany ostatních církví může znamenat právě všeobecnou církev, zmíněnou již v nejstarších vyznáních víry. V některých jazycích (dále např. v chorvatštině) pojmy katolický a všeobecný splývají. (Vjerujem u jednu svetu, katoličku i apostolsku Crkvu. /svetu crkvu katoličku.)